# Leda (Automarke)
Leda (auch Léda geschrieben) war eine französische Automarke.

## Unternehmensgeschichte
Das Unternehmen Thorand, Theim et Cie aus Paris begann 1908 mit der Produktion von Automobilen, die als Leda vermarktet wurden. Im gleichen Jahr endete die Produktion bereits wieder.

## Fahrzeuge
Im Angebot standen vier Modelle. Der 8/9 CV verfügte über einen Einzylindermotor, der 6/9 CV über einen Zweizylindermotor und die Modelle 8/10 CV und 10/12 CV über Vierzylindermotoren.